# Ephesia xarippe
Ephesia xarippe är en fjärilsart som beskrevs av Butler 1877. Ephesia xarippe ingår i släktet Ephesia och familjen nattflyn. Inga underarter finns listade i Catalogue of Life.